# Stephen Wright
Stephen Wright (20 de diciembre de 1967) es un deportista británico que compitió en remo. Ganó dos medallas en el Campeonato Mundial de Remo, en los años 1990 y 1992.

## Palmarés internacional
| Campeonato Mundial | Campeonato Mundial   | Campeonato Mundial | Campeonato Mundial      |
| Año                | Lugar                | Medalla            | Prueba                  |
| ------------------ | -------------------- | ------------------ | ----------------------- |
| 1990               | Tasmania (Australia) | Medalla de bronce  | Ocho con timonel ligero |
| 1992               | Montreal (Canadá)    | Medalla de plata   | Ocho con timonel ligero |